# The Deviants (groupe)
Pour les articles homonymes, voir The Deviants.
The Deviants est un groupe britannique de rock psychédélique. Le groupe revient occasionnellement jouer après sa séparation en 1969.

## Historique
Le groupe est formé durant les années 1960 par le chanteur Mick Farren. Débutant sous le nom The Social Deviants, ils deviennent The Deviants après le départ de Clive Muldoon et Pete Munroe en 1967. Le groupe se compose alors de Mick Farren (chant), Sid Bishop (guitare), Cord Rees (basse, plus tard remplacé par Duncan Sanderson) et Russell Hunter (batterie).
Leur premier album, Ptooff!, est autoproduit et distribué via les réseaux de publications alternatives comme International Times. Après le départ de Bishop, remplacé par le guitariste canadien Paul Rudolph, le groupe enregistre deux autres albums : Disposable en 1967 et Deviants en 1969.
À la suite du renvoi de Farren lors d'une tournée américaine, les autres membres forment Pink Fairies avec l'ancien batteur des Pretty Things, Twink. Farren poursuit une carrière de romancier et journaliste musical, ressuscitant occasionnellement le nom des Deviants pour l'EP Screwed Up (1977) et l'album live Human Garbage en 1984, avec Wayne Kramer (MC5) à la guitare.

## Style
Contrairement à d'autres groupes de l'époque, les Deviants jouent une musique puissante et violente inspirée des Stooges. Par sa musique, le groupe porte un message de révolte politique et sociale plutôt qu'un discours pacifique. Il entretient des liens étroits avec la contre-culture britannique des années 1960-1970 et le White Panther Party, qui prône une « révolution culturelle par une attaque totale contre la culture ».

## Discographie

### Albums studio
- 1967 : Ptooff!
- 1968 : Disposable
- 1969 : The Deviants 3
- 1996 : Eating Jello with a Heated Fork
- 2002 : Dr. Crow

### Autres
- 1984 : Human Garbage (live)
- 1996 : Fragments of Broken Probes (démos, chutes et lives)
- 1999 : The Deviants Have Left the Planet (démos, chutes et lives)
- 1999 : Barbarian Princes (Live in Japan)
- 2000 : This CD Is Condemned (compilation)
- 2001 : On Your Knees, Earthling (compilation)
- 2004 : Taste the Blue (live)